# Louis Mérante
Louis Mérante o Louis-Alexandre Mérante (Parigi, 23 luglio 1828 – Courbevoie, 23 luglio 1887) è stato un danzatore e coreografo francese.

## Biografia
Nato in una famiglia italiana di danzatori, originari della Calabria, si dedica anche lui a questa arte. Sposa la ballerina russa Zina Richard.
Si esibisce a Marsiglia e a Milano, interpretando ruoli da protagonista nei balletti creati da Joseph Mazilier, Lucien Petipa e Arthur Saint-Léon, ed è un partner ambito dalle grandi danzatrici sue contemporanee, come Fanny Cerrito e Emma Livry.
In particolare, negli anni '40 dell'Ottocento, danza con Fanny Cerrito al Teatro alla Scala, negli adattamenti di Antonio Cortesi dei balletti La Sylphide e Giselle, divenuti La Silfide e Gisella, ridotti e rimaneggiati nel gusto italiano dell'epoca.
Nel 1848 inizia la sua attività artistica all'Opéra de Paris (dove si perfeziona con Lucien Petipa) e nel 1869 diviene primo maître de ballet, cioè direttore del corpo di ballo.
Durante la sua direzione, nel 1873, il teatro della rue Le Peletier venne completamente distrutto da un incendio.
Come coreografo, crea alcuni balletti di ambientazione straniera (scozzese, giapponese) o folkloristica (bretone, provenzale), di cui sono rimaste poche tracce. Continua a danzare sino a un'età avanzata, interpretando i principali ruoli maschili all'Opéra.
È questo il periodo della decadenza del balletto dell'Opéra, per l'eccessivo predominio degli "abonnés" (abbonati) cioè degli abbienti signori che si riunivano tradizionalmente nel teatro, perché amanti non tanto dell'arte, quanto delle rotondità svelate dalle danzatrici,.Questo declino artistico si accompagna alla progressiva eclissi dei danzatori, che si ridurranno a meri portatori delle ballerine, per poi addirittura scomparire del tutto in certi balletti come Gretna Green, o Les deux Pigeons (I due piccioni) di Mérante, in cui i ruoli maschili sono interpretati da donne "en travesti".
La sua opera più famosa resta Sylvia, su musica di Léo Delibes.
Succedendo a Henri Justamant, diresse il Ballet dell'Opéra de Paris dal 1869 sino alla sua morte, avvenuta nel 1887. Il suo incarico venne rilevato da Joseph Hansen. Come direttore dell'Opéra, una critica che gli venne rivolta fu quella di non aver ripreso, lasciando così cadere nell'oblìo, i balletti del repertorio dei suoi predecessori.
Invitò a danzare all'Opéra le grandi stelle di quell'epoca, come Rosita Mauri e Rita Sangalli.
È una fra le poche figure maschili ritratte da Edgar Degas fra le danzatrici così amate da questo pittore, e da lui raffigurate in tutti gli aspetti della loro vita

## Coreografie
- 1873 : Gretna Green
- 1876 : Sylvia ou la Nymphe de Diane (musica di Léo Delibes)
- 1877 : Le Fandango (musica di Gaston Salvayre)
- 1879 : Yedda (musica di Olivier Métra)
- 1880 : La Korrigane (musica di Théodore Dubois)
- 1883 : La Farandole (musica di Théodore Dubois)
- 1886 : Les Jumeaux de Bergame (musica di Théodore de Lajarte) e Les Deux Pigeons (musica di André Messager)

## Galleria d'immagini

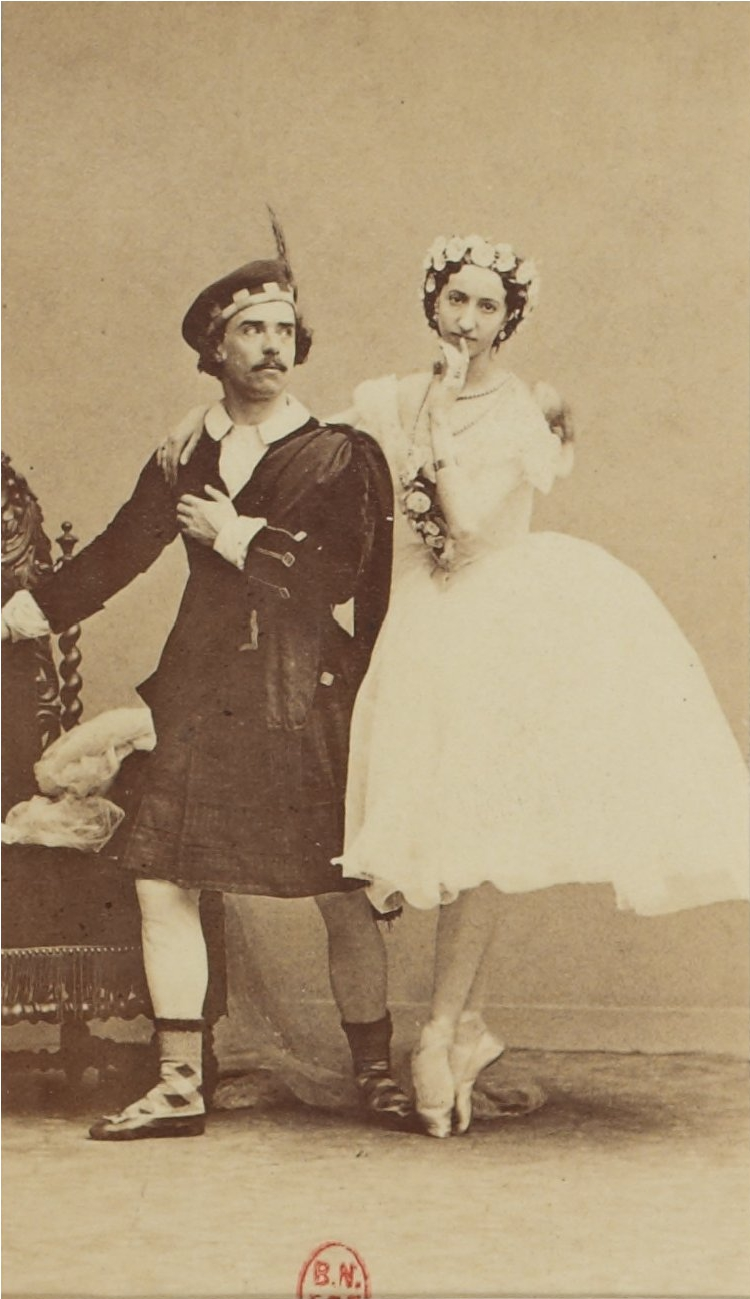
Louis Mérante e Emma Livry ne La Sylphide
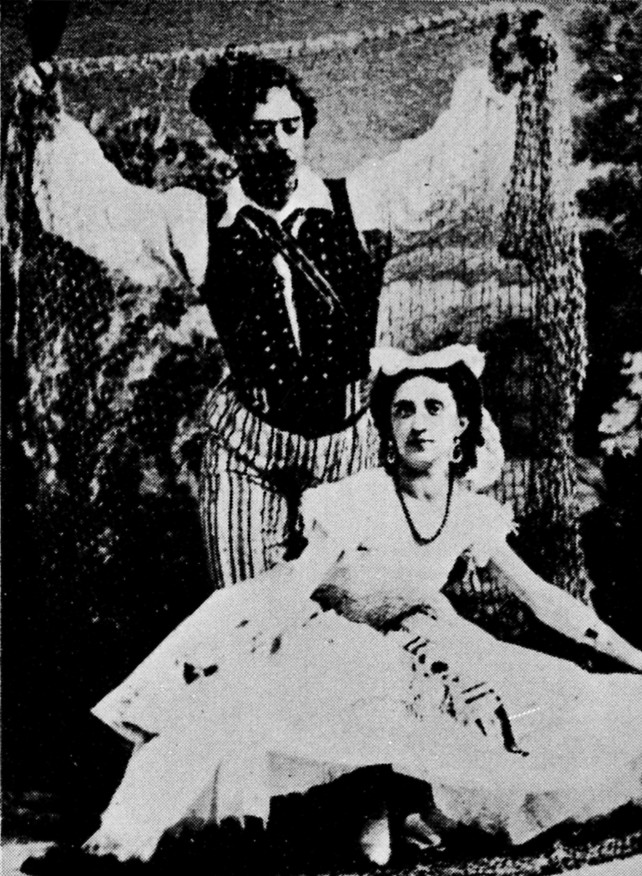
Louis Mérante e Marfa Muravieva in Diavolina di Arthur Saint-Léon, Paris, 1863
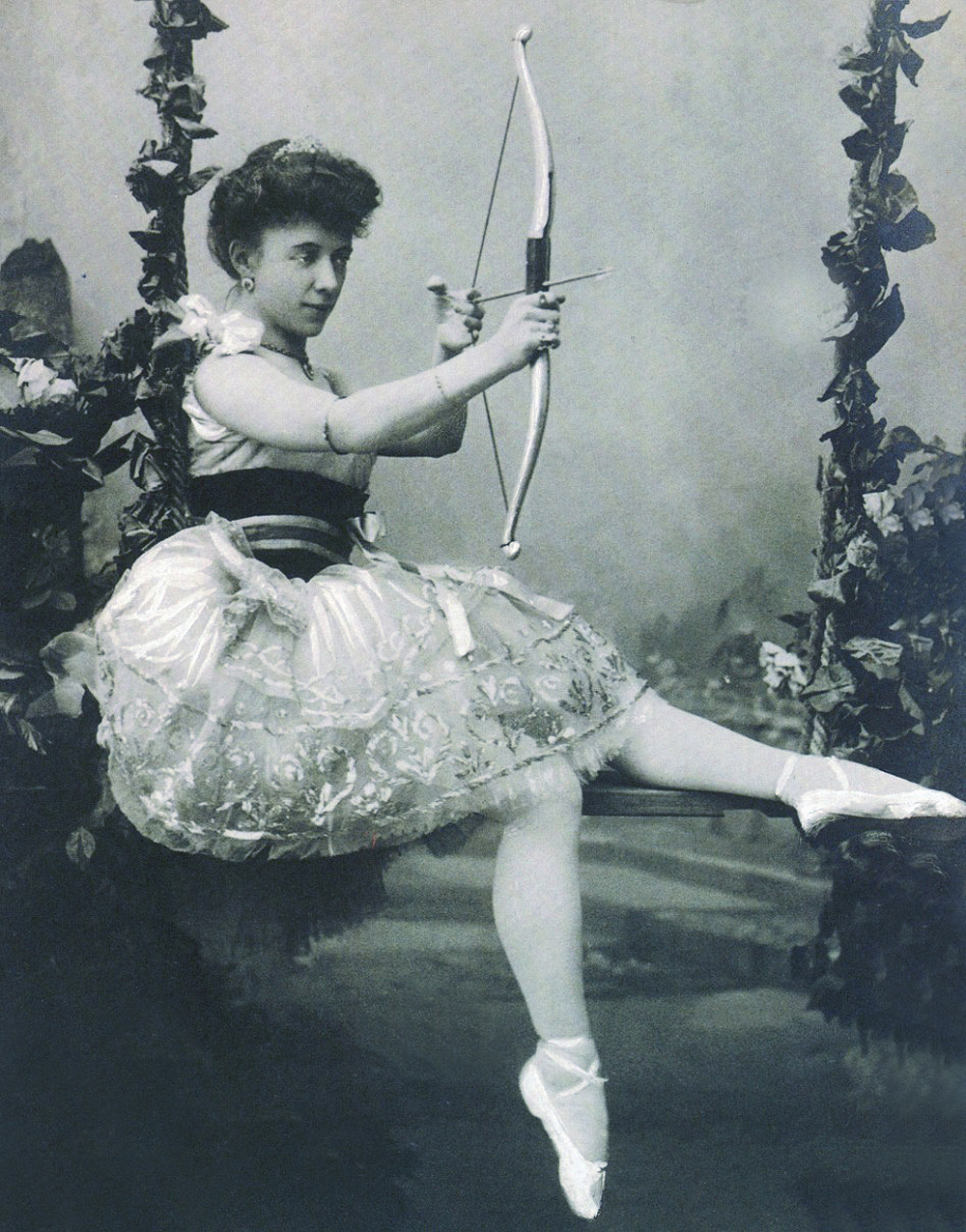
Olga Preobrajenska in Sylvia
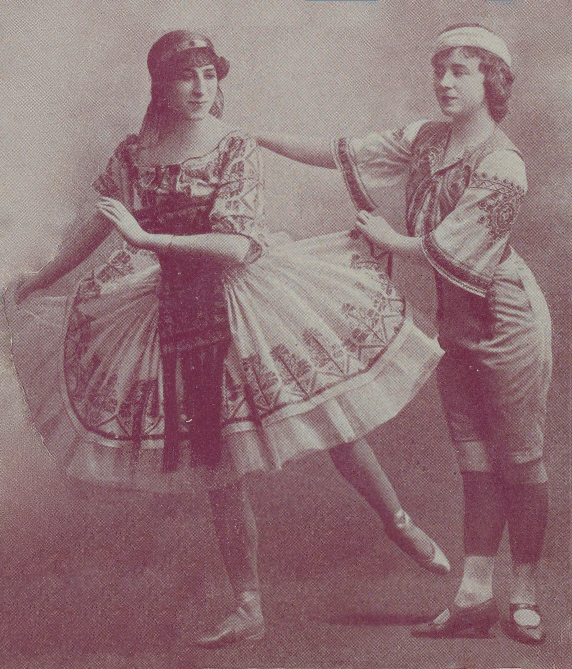
Carlotta Zambelli et Antonine Meunier "en travesti" in Les Deux Pigeons 1886
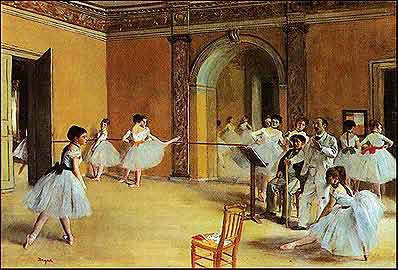
Edgar Degas, Il foyer della danza al teatro dell'Opéra della rue Le Peletier 1872. Louis Mérante fra i suoi allievi.